# Resolver (Veruca Salt)
Resolver è il terzo album in studio del gruppo musicale statunitense Veruca Salt, pubblicato il 16 maggio 2000 dall'etichetta discografica Beyond Records.

## Tracce
Versione statunitense
Testi e musiche di Louise Post, eccetto dove indicato.
1. The Same Person – 1:03
2. Born Entertainer – 2:40
3. Best You Can Get – 2:45 (Louise Post, Brian Liesegang)
4. Wet Suit – 4:23
5. Yeah Man – 3:31
6. Imperfectly – 4:18 (Louise Post, Kevin Tihista)
7. Officially Dead – 2:49 (Louise Post, Kevin Tihista)
8. Only You Know – 4:09 (Louise Post, Brian Liesegang)
9. Disconnected – 4:48
10. All Dressed Up – 5:54
11. Used to Know Her – 4:36
12. Pretty Boys – 3:07
13. Hellraiser – 3:53 (Louise Post, Kevin Tihista)

Versione europea
1. The Same Person – 1:03
2. Yeah Man – 3:29
3. Officially Dead – 2:49 (Louise Post, Kevin Tihista)
4. Only You Know – 4:07 (Louise Post, Brian Liesegang)
5. Disconnected – 4:46
6. Best You Can Get – 2:45 (Louise Post, Brian Liesegang)
7. Used to Know Her – 4:34
8. All Dressed Up – 5:53
9. Born Entertainer – 2:40
10. Wet Suit – 4:23
11. Pretty Boys – 3:07
12. Imperfectly – 4:14 (Louise Post, Kevin Tihista)
13. Hellraiser – 3:53 (Louise Post, Kevin Tihista)

## Classifiche
| Classifica (2000) | Posizione massima |
| ----------------- | ----------------- |
| Stati Uniti       | 171               |